# 虞山石刻 (桂林市)
虞山石刻，位于中国广西壮族自治区桂林市叠彩区叠彩街道虞山社区虞山公园内的虞山。1981年8月25日公布为第二批广西壮族自治区文物保护单位。2001年6月25日作为“桂林石刻”之一公布为第五批全国重点文物保护单位。